# Caesar Wollheim-Werft
Le chantier naval Caesar-Wollheim était une entreprise de construction navale avec une usine de machines rattachée à Cosel (aujourd’hui Kozanów polonais), une ancienne banlieue de Wrocław en Silésie. Le chantier naval appartenait à la société Caesar Wollheim, Werft und Rhederei basée à Breslau, filiale du grossiste en charbon berlinois Caesar Wollheim, fondée en 1862 par le marchand juif Caesar Wollheim (1814-1882). Pour transporter le charbon des mines de Silésie à Berlin, la maison de commerce exploitait sa propre compagnie maritime et construisait ses propres navires. Le chantier naval est rapidement devenu l’un des principaux chantiers navals fluviaux en Allemagne.

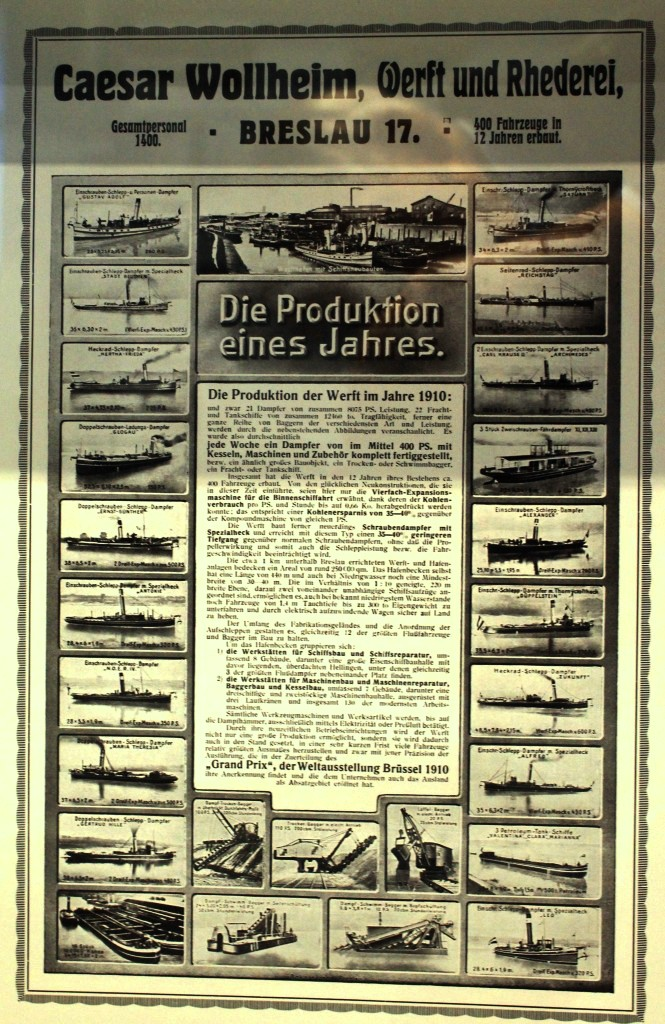
Brochure du chantier naval Caesar Wollheim

## Historique
Le chantier naval a été fondé en 1901 dans le cadre de la compagnie maritime. Ce n’est qu’en 1913 que le chantier naval a été séparé de la compagnie maritime. L’entreprise de construction navale fabriquait non seulement des barges, des remorqueurs à roues à aubes et à hélice, mais produisait également des véhicules spéciaux, en particulier des dragues et des pétroliers. Le chantier naval a connu une croissance rapide et bientôt les barges qu’il produisait ont été exportées vers la Turquie, la Russie, le Brésil et l’Asie de l'Est. Des succursales ont été créées à Ratisbonne et à Szczecin-Stolzenhagen. Des chalutiers à poisson ont également été produits à ce dernier endroit. Le siège de Cosel avait deux ascenseurs à bateaux et avait une fonderie grise, une fonderie de métal et une forge avec deux marteaux-pilons. Environ 1000 ouvriers y étaient employés pendant la Première Guerre mondiale. En 1921, l’entreprise avait déjà produit 540 navires.
Pendant la Grande Dépression de 1929, le chantier naval a dû se limiter aux réparations. L’entreprise a apparemment également souffert de la politique raciale du Troisième Reich et a finalement été fermée en mars 1939.

## Particularités
En 1907, deux séries d’un total de 13 navires de transport de briques électriques avec un port en lourd de 200 t ont été construites au chantier naval pour une compagnie maritime berlinoise. Ces navires ont été utilisés pour fournir à Berlin des briques pour la construction de maisons.
En 1919, le chantier naval a livré le premier remorqueur à la Suisse pour la nouvelle Swiss Tug Shipping Cooperative.

## Navires conservés dans les musées

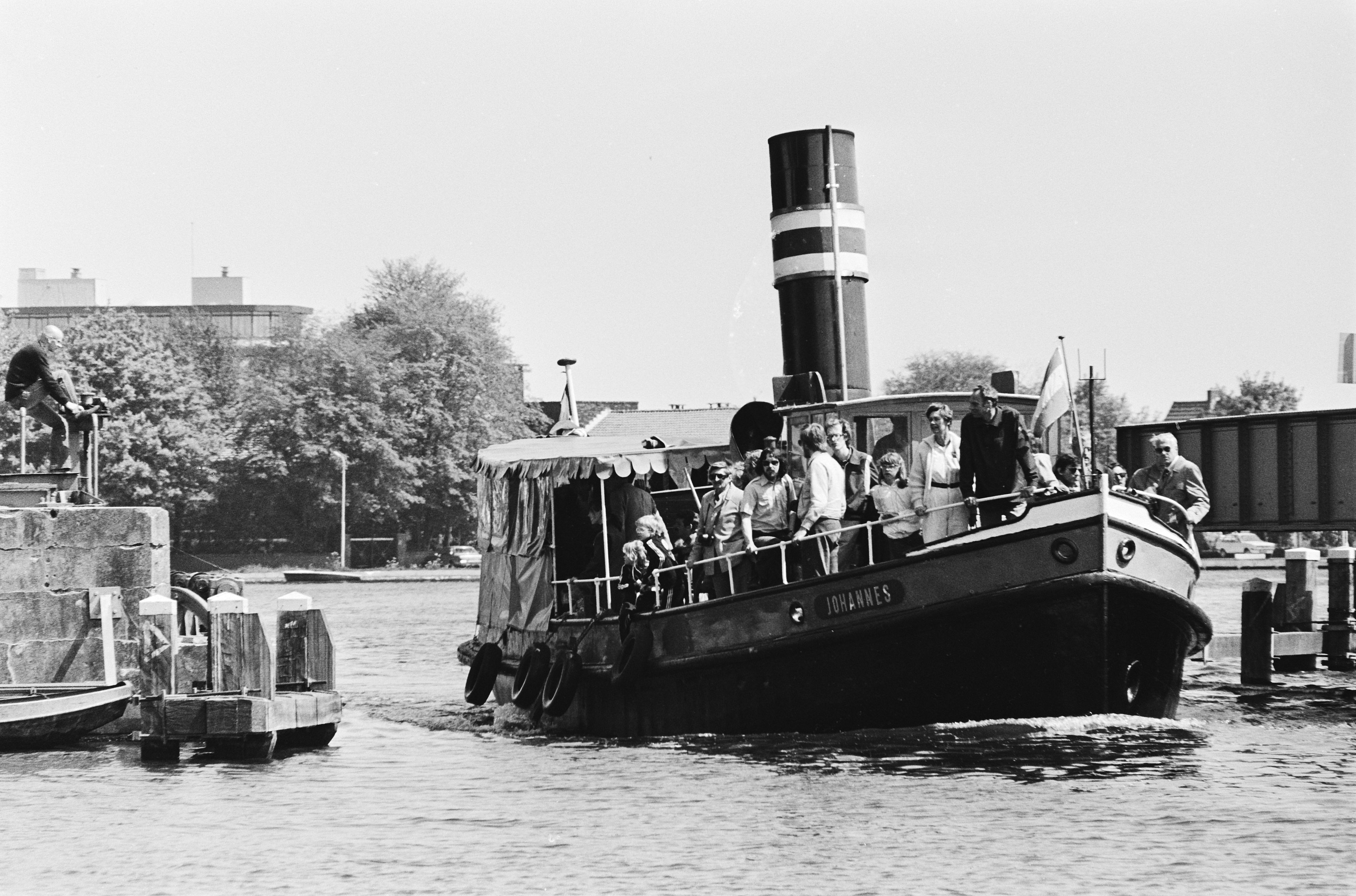
Johannes (1908)

- Johannes, ex Schill, construit en 1908, tracteur, conservé à Westzaan, Pays-Bas
- Helmut, construit en 1923, remorqueur, conservé au Deutsches Schifffahrtsmuseum de Bremerhaven
- Porta (construite en 1925), excavatrice à chaîne à godets, conservée au LWL-Industriemuseum Altes Schiffshebewerk Henrichenburg
- Crossen (construit en 1928), grappin flottant, conservé au LWL-Industriemuseum Altes Schiffshebewerk Henrichenburg

## Autres navires
Johann Knipscheer XVIII (construit en 1905), tracteur, premier conducteur bâlois sur le Rhin, en service jusqu’en 1945.